# بوب ماكنير
بوب ماكنير (بالإنجليزية: Bob McNair)‏ هو فاعل خير وشخصية أعمال أمريكي، ولد في 1937 في تامبا في الولايات المتحدة، وتوفي في 23 نوفمبر 2018 في هيوستن في الولايات المتحدة بسبب سرطان الجلد.